# Le Prophète (Lucky Luke)
Pour les articles homonymes, voir Prophète (homonymie).
Le Prophète est la cent-dixième histoire de la série Lucky Luke par Morris et Patrick Nordmann. Elle est publiée pour la première fois en album en 2000 n° 39.

## Résumé
Dans leur pénitencier, les Dalton font la connaissance de Dunkle, un prophète halluciné et malveillant. Ils s'évadent tous les cinq, Rantanplan les suit et ils s'installent à Paradise Gulch, une ville sans problèmes, sans shérif, ni saloon, ni banque, ni argent et ni armurerie.

## Sources
- www.bedetheque.com, « Lucky Luke » (consulté le 16 août 2008)
- www.lucky-luke.com, « Lucky Luke » (consulté le 16 août 2008)
- Mus420, « Lucky Luke: Le prophète », 2009 (consulté le 20 novembre 2009)